# Maryam Yusuf Jamal
Maryam Yusuf Jamal (arabisch مريم يوسف جمال, DMG Maryam Yūsuf Ǧamāl; * 16. September 1984 in der Provinz Arsi als Zenebech Tola) ist eine ehemalige Mittel- und Langstreckenläuferin äthiopischer Herkunft, die seit 2005 für den Golfstaat Bahrain startberechtigt war. Zu ihren größten Erfolgen zählen der Olympiasieg 2012 über 1500 Meter sowie der zweimalige Gewinn der Goldmedaille über diese Distanz bei den Weltmeisterschaften. Da sie die meisten Medaillen erst nachträglich aufgrund von Dopingdisqualifikationen ihrer Mitstreiterinnen erhielt, feierte sie den einzigen großen internationalen Titelgewinn mit dem Weltmeistertitel 2007 in Osaka.

## Sportliche Laufbahn
Aus demselben Dorf wie Haile Gebrselassie stammend und zum Volk der Oromo gehörend, legte sie auf ihrem Schulweg täglich 16 km zurück. Unter den fünf Kindern ihrer Familie interessierte sie sich als einziges für Leichtathletik und versuchte sich in verschiedenen Disziplinen, bevor sie sich für den Laufsport entschied. Nachdem sie 2001 Dritte bei den nationalen Juniorenmeisterschaften im 1500-Meter-Lauf geworden war, lud sie ein Manager in die Schweiz ein. Sie entschied sich, nicht nach Äthiopien zurückzukehren, und beantragte im Mai 2002 politisches Asyl. 2003 heiratete sie ihren Landsmann und Trainer Mnashu Taye, der bereits seit 1995 in der Schweiz lebte. 2004 unterbot sie die Norm im 1500-Meter-Lauf für die Olympischen Spiele in Athen, wurde jedoch nicht vom äthiopischen Leichtathletikverband nominiert.
Nach einem gescheiterten Versuch, die Schweizer Staatsbürgerschaft zu erwerben, nahmen sie und ihr Mann ein Angebot an, künftig für Bahrain zu starten, was es ihr ermöglichte, außerhalb der Schweiz zu starten. Anlässlich der Annahme der bahrainischen Staatsbürgerschaft benannte sich das Ehepaar um: Zenebech Tola in Maryam Yusuf Jamal und ihr Ehemann in Tariq Yaqub Hasane.
Bei den Crosslauf-Weltmeisterschaften 2005 in Saint-Étienne erreichte sie nach 14:23 min Rang 33 im Kurzrennen und qualifizierte sich über 1500 Meter für die Weltmeisterschaften in Helsinki, bei denen sie mit 4:02,49 min den fünften Platz belegte, nachdem sie eingangs der Zielkurve von einer russischen Konkurrentin behindert worden war. Anschließend siegte sie in 2:09,73 min im 800-Meter-Lauf bei den Arabischen Meisterschaften in Radès und siegte in 4:10,31 min auch über 1500 Meter und in 16:53,25 min über 5000 Meter. Kurz zuvor siegte sie in 3:59,35 min auch beim IAAF World Athletics Final in Monaco. Im Jahr darauf gewann sie bei den Hallenweltmeisterschaften in Moskau in 4:05,53 min die Bronzemedaille über 1500 Meter hinter den Russinnen Julija Fomenko und Jelena Sobolewa. Kurz darauf erreichte sie bei den Crosslauf-Weltmeisterschaften in Fukuoka nach 13:39 min Rang 37 im Kurzrennen. Am 27. August 2006 lief sie in Rieti mit 3:56,18 min und stellte damit einen bahrainischen Landesrekord auf. Kurz darauf siegte sie in 4:01,58 min beim IAAF World Athletics Final in Stuttgart und in 4:00,84 min beim IAAF World Cup in Athen. Im Dezember nahm sie erstmals an den Asienspielen in Doha teil und siegte dort in 2:01,79 min über 800 Meter sowie in 4:08,63 min auch im 1500-Meter-Lauf. 2007 siegte sie bei den Crosslauf-Asienmeisterschaften 2007 in Amman und erreichte dann im August bei den Weltmeisterschaften in Osaka das Finale über 1500 Meter und siegte dann dort in 3:58,75 min, womit sie die erste weibliche Goldmedaillengewinnerin aus Bahrain in der Leichtathletik war. Anschließend siegte sie in 4:01,23 min erneut beim IAAF World Athletics Final in Stuttgart. Im Jahr darauf gewann sie bei den Hallenweltmeisterschaften in Valencia in 3:59,79 min die Silbermedaille hinter der Äthiopierin Gelete Burka, nachdem zwei vor ihr platzierte Russinnen nachträglich des Dopings überführt wurden. Im August nahm sie erstmals an den Olympischen Spielen in Peking teil und klassierte sich dort mit 4:02,71 min im Finale auf dem fünften Platz, ehe sie beim IAAF World Athletics Final in Stuttgart in 4:06,59 min erneut siegte.
2009 verteidigte sie ihren Titel bei den Crosslauf-Asienmeisterschaften in Manama und belegte anschließend bei den Crosslauf-Weltmeisterschaften in Amman in 27:00 min den neunten Platz. Im August verteidigte sie dann auch bei den Weltmeisterschaften in Berlin mit 4:03,74 min im Finale ihren Titel über 1500 Meter. Diesmal erhielt sie die Goldmedaille aber erst nach der Disqualifikation der Spanierin Natalia Rodríguez wegen unsportlichen Verhaltens. Mitte September wurde sie dann beim IAAF World Athletics Final in Thessaloniki in 4:14,12 min Vierte. Im Jahr darauf nahm sie erneut an den Asienspielen in Guangzhou teil und siegte dort in 4:08,22 min über 1500 Meter und belegte in 2:06,07 min den sechsten Platz über 800 Meter. Bei den Crosslauf-Weltmeisterschaften 2011 in Punta Umbría erreichte sie nach 26:39 min Rang 23 und siegte Mitte Mai in 4:01,60 min bei der Golden Gala in Rom und wurde beim British Athletics Birmingham Grand Prix in 4:06,39 min Dritte, ehe sie beim Herculis in Monaco nach 4:00,59 min als Erste die Ziellinie überquerte. Anschließend gelangte sie bei den Weltmeisterschaften in Daegu mit 4:22,67 min im Finale auf Rang elf und wurde dann beim Memorial Van Damme in Brüssel in 4:01,40 min Dritte. Im Jahr darauf siegte sie in 4:06,78 min über 1500 Meter beim London Grand Prix und errang anschließend bei den Olympischen Spielen in London ebendort in 4:10,74 min in einem rein taktischen Rennen zunächst die Bronzemedaille, bevor sie 2015 nach der Dopingdisqualifikation der Siegerin zur Silbermedaillengewinnerin erklärt wurde und im November 2017 wegen einer weiteren Dopingdisqualifikation schließlich zur Olympiasiegerin, womit sie die erste Frau der Arabischen Halbinsel eine Goldmedaille bei Olympischen Spielen gewinnen konnte. Daraufhin siegte sie in 4:01,19 min beim Bauhaus-Galan in Stockholm.
2013 siegte sie in 16:15,76 min im 5000-Meter-Lauf bei den Islamic Solidarity Games in Palembang und im Jahr darauf siegte sie in 4:19,42 min über 1500 Meter bei den Hallenasienmeisterschaften in Hangzhou und siegte in 8:43,16 min auch im 3000-Meter-Lauf. Anschließend gewann sie bei den Hallenweltmeisterschaften in Sopot in 8:59,16 min die Bronzemedaille über 3000 Meter hinter der Äthiopierin Genzebe Dibaba und Hellen Obiri aus Kenia. Im September nahm sie ein weiteres Mal an den Asienspielen in Incheon teil und siegte dort in 4:09,90 min zum dritten Mal über 1500 Meter sowie in 14:59,69 min auch im 5000-Meter-Lauf. Im Juni 2015 bestritt sie in Huelva ihren letzten offiziellen Wettkampf, wonach sie ihre aktive sportliche Karriere im Alter von 30 Jahren beendete.
Yusuf Jamal war nicht nur auf der Bahn erfolgreich, sondern auch bei Straßenläufen in ihrer Wahlheimat Schweiz. 2002 stellte sie den aktuellen Streckenrekord beim Hallwilerseelauf über die Halbmarathondistanz auf, 2003 und 2004 gewann sie den Basler Stadtlauf ebenso wie den Murtenlauf, 2004 den Schweizer Frauenlauf und 2004 sowie 2005 den Luzerner Stadtlauf.
Sie lebt gemeinsam mit ihrem Mann in Frankfurt am Main.

## Persönliche Bestleistungen
- 800 Meter: 1:57,80 min, 29. August 2008 in Zürich
  - 800 Meter (Halle): 2:03,64 min, 25. Februar 2006 in Magglingen (bahrainischer Rekord)
- 1500 Meter: 3:56,18 min, 27. August 2006 in Rieti (bahrainischer Rekord)
  - 1500 Meter (Halle): 3:59,79 min, 9. März 2008 in Valencia (Asienrekord)
- Meile: 4:17,75 min, 14. September 2007 in Brüssel (Asienrekord)
  - Meile (Halle): 4:24,71 min, 20. Februar 2010 in Birmingham (Asienrekord)
- 2000 Meter: 5:31,88 min, 7. Juni 2009 in Eugene (bahrainischer Rekord)
- 3000 Meter: 8:28,87 min, 29. Juli 2005 in Oslo (bahrainischer Rekord)
  - 3000 Meter (Halle): 8:43,16 min, 16. Februar 2014 in Hangzhou
- 5000 Meter: 14:51,68 min, 29. Mai 2005 in Hengelo (bahrainischer Rekord)
- Halbmarathon: 1:11:43 h, 18. September 2014 in Uster